# تحويلة بوكس كوكس
تحويلة بوكس كوكس (بالإنجليزية: Box-Cox Transformation)‏ هي تحويلة رياضية، غير خطية، لمتغير إحصائي بهدف حساب متغير جديد يؤول توزيعه، تقاربيا، إلى حالة التوزيع الطبيعي، والتي تعتبر فرضية قبلية ضرورية لتطبيق النماذج الإحصائية (الانحدار الخطي، الانحدار اللوجستي ونماذج المتسلسلات الزمنية على شاكلة نماذج ARMA).
سميت التحويلة باسم الإحصائيين جورج بوكس وديفيد كوكس اللذين طورا هذه التقنية في ورقة بحثية نشرت سنة 1964.

## صيغة التحويلة
باعتبار متغير {\displaystyle X}، التحويلة تقضي بإيجاد عدد حقيقي {\displaystyle \lambda } قيمته في المجال {\displaystyle [-5,5]} وتعريف متغير جديد حسب الصيغة التالية:
{\displaystyle B(X,\lambda )={\begin{cases}{\frac {X^{\lambda }-1}{\lambda }}&{\text{, }}\lambda \neq 0\\\\ln(X)&{\text{, }}\lambda =0\end{cases}}}. العدد {\displaystyle \lambda } هو نتيجة لاستمثال رقمي يحقق أفضل متغير {\displaystyle B(X,\lambda )} من منظور الاقتراب من حالة التوزيع الطبيعي. في حالة الحل {\displaystyle \lambda =0}، التحويلة تكون عبر الدالة اللوغاريتمية.
حسب الصيغة المقترحة، تحويلة بوكس كوكس تستلزم بيانات موجبة. في حالة وجود قيم سالبة، يمكن تطبيق التحويلة بعد تطبيق تحويلة أولية، تلغي البيانات السالبة: {\displaystyle Y=X-min(X)}.

### أمثلة
| قيمة {\displaystyle \lambda } | صيغة التحويلة                                   |
| ----------------------------- | ----------------------------------------------- |
| {\displaystyle -3}            | {\displaystyle Y^{-3}={\frac {1}{Y^{3}}}}       |
| {\displaystyle -2}            | {\displaystyle Y^{-2}={\frac {1}{Y^{2}}}}       |
| {\displaystyle -1}            | {\displaystyle Y^{-1}={\frac {1}{Y}}}           |
| {\displaystyle -0.5}          | {\displaystyle Y^{-0.5}={\frac {1}{\sqrt {Y}}}} |
| {\displaystyle 0}             | {\displaystyle \ln(Y)}                          |
| {\displaystyle 0.5}           | {\displaystyle Y^{0.5}={\sqrt {Y}}}             |
| {\displaystyle 1}             | {\displaystyle Y}                               |
| {\displaystyle 2}             | {\displaystyle Y^{2}}                           |
| 3                             | {\displaystyle Y^{3}}                           |

## استخدامات وخصائص
علاوة على اقترابها من فرضية التوزيع الطبيعي، تمكن تحويلة بوكس كوكس أيضا من تحسين ظروف تطبيق النمذجة الإحصائية خصوصا على مستوى الفرضيات التالية:
- تحسين العلاقة الخطية بين المتغير التابع والمتغير المستقل في الانحدار الخطي، إضافة إلى تقليل فوارق التباين بين المتغيرات.
- تقليل الانحياز الناتج عن قيم متوقعة غير منعدمة للأخطاء الإحصائية.
- الاقتراب من حالة تجانس التباين بالنسبة للأخطاء الإحصائية.

تحويلة بوكس كوكس تستعمل أيضا من أجل تثبيت المتسلسلات الزمنية وتحويلها لمتسلسلات مستقرة (Stationary)، وهو ما يعتبر شرطا قبليا لتطبيق نماذج الانحدار الذاتي والمتوسط المتحرك (ARMA).